# Sergio Goycochea
Sergio Goycochea (17 d'octubre de 1963) és un exfutbolista argentí.

## Selecció de l'Argentina
Va formar part de l'equip argentí a la Copa del Món de 1990.